# Package dynamique
Le package dynamique est une méthode de réservation de vacances à forfait, permettant aux voyageurs de construire leur propre forfait (ou « package ») comprenant des vols, de l'hébergement, de la location de voitures et/ou toute autre prestation touristique, à la différence d'un forfait prédéfini, souvent construit par les organisateurs de voyages (voyagistes) eux-mêmes. En effet, "le forfait est avant tout statique. C’est le client qui doit s’adapter au produit qu’on lui propose. Dans le cas du package dynamique, inversement, c’est un assemblage qui se construit en temps réel à la demande du client". Cette méthode provient "des exigences de la clientèle qui passe dorénavant par une plus grande prise en compte de leurs aspirations individuelles."  Ce phénomène est utilisé par les consommateurs en recherche de bons plans ou qui souhaitent aussi s'évader des voyages à forfait préconçus. 
Les consommateurs sont toujours à la recherche des meilleurs prix, une tendance sur laquelle les plates-formes de voyage sur Internet et les divers fournisseurs et réceptifs locaux peuvent capitaliser. Ce comportement de recherche à faible coût est en partie due à une perte du pouvoir d'achat mais aussi en raison de l'incertitude de l'économie grâce à la hausse des prix du carburant et de la réforme politique. Le secteur des transports a bénéficié de façon significative de cette tendance. Notamment grâce à de nouveaux itinéraires de vol et le développement des lignes vers de nombreuses villes européennes et de promotions sur les prix impressionnantes, les transporteurs à bas prix (compagnies à bas prix) ont très largement participé et fortement stimulé le développement du Package Dynamique ces dernières années.
Les packages dynamiques diffèrent des voyages à forfait traditionnels et statiques, par le fait que le prix est toujours basé sur la disponibilité actuelle.
Les packages dynamiques sont similaires aux forfaits statiques de la même manière que l'aérien, l’hôtel, et les locations de voitures sont disponibles uniquement dans le cadre d'un forfait ou seulement auprès d'un vendeur spécifique. Le terme "packaging dynamique" est souvent utilisé à tort pour décrire le processus moins sophistiqué d'inter-changer les composants de voyage divers au sein d'un package, cependant, cette pratique est plus précisément décrit comme "l’assemblage dynamique". Comme le disait Claude Bannwarth en 2008, "le package dynamique qui existe est uniquement du “request” : je demande ce que je veux, mais le traitement back-office est fait à la main. Le futur package dynamique sera entièrement automatisé (= gain de coûts)". 
Le réel packaging dynamique exige la recombinaison automatisée de composants de voyage basée sur l'inclusion de règles qui dictent non seulement le contenu du package, mais aussi de règles de tarification conditionnelles basées sur diverses conditions telles que le profil de l’utilisateur et/ou du client, les caractéristiques du voyage, le canal de distribution et les conditions générales de vente.
Les packages dynamiques sont principalement vendus en ligne, mais les agences de voyages en ligne peuvent les vendre également par téléphone, en raison des fortes marges et du prix de vente élevé de ce type de produit. Toutefois, les professionnels du tourisme doivent porter une attention toute particulière au phénomène de recherche voire de réservation en direct par le consommateur qui a désormais accès à l’ensemble des composantes du voyage directement depuis son ordinateur. Comme nous l’avons mentionné plus haut, le voyageur prépare de plus en plus facilement son voyage sur le Web et, de facto, peut aussi réserver auprès d’un hôtel ou d’un réceptif sur place et se passer ainsi des services du tour opérateur ou de l’agent de voyages.
Le package dynamique est dynamique à plusieurs niveaux. Tout d'abord, l'inventaire est géré de façon dynamique, ce qui signifie que la solution de packaging dynamique propose les composants de voyages (vols, l'hébergement, location de voitures…) en temps réel. Deuxièmement, ces composants sont combinés dynamiquement dans les packages. Troisièmement, le package est dynamiquement tarifé et donne le plus souvent un prix total unique (appelé également "prix opaque").

## Bénéfices
Les packages dynamiques affichent normalement un prix unique, opaque, ce qui signifie que le coût des composants individuels est caché au consommateur. Le grossiste obtient souvent des tarifs "spécial forfait" pour les composants de voyage, tels que des tarifs négociés pour les vols ou des taux spécifiques pour l’hébergement ou la location de voiture.
Ces prix spéciaux sont généralement nettement inférieurs aux tarifs que les fournisseurs offrent pour les mêmes produits s'ils devaient être vendus individuellement. En effet, le prix du composant de voyage étant caché, il peut être moindre, sans pour autant dégrader l’image du fournisseur ni du produit en lui-même. De plus, le grossiste sera en mesure d'offrir au consommateur une plus forte économie par le package dynamique, sans pour autant réduire ses propres marges.
Les prix opaques ont plusieurs avantages. Les fournisseurs de produits de voyage, qui imposent souvent un prix minimal de vente de leurs produits en individuel, accorde une réduction plus grande au grossiste concernant les packages dynamiques. Par exemple, un hôtel peut donner au grossiste une chambre à un prix de revient X, mais à la condition qu’elle ne soit pas vendue à moins de Y (afin d’éviter que les grossistes soient en compétition avec l’hôtel). Avec un package dynamique, le prix de la chambre étant caché, l’hôtel permettra généralement au grossiste de réduire davantage le tarif de la chambre.
Les prix opaques ont aussi des avantages pour les compagnies aériennes. Les compagnies aériennes ont tendance à augmenter leurs tarifs plus on se rapproche de la date de départ, même s'il y a beaucoup de places disponibles. Il s'agit d’habituer les consommateurs à réserver tôt, ce qui facilite leur gestion des ventes et des revenus (revenue management). Cependant, lorsque la compagnie aérienne possède trop de stock pour une destination avec une date de départ rapprochée, le package dynamique lui permet de se débarrasser de ce stock en excès à tarifs réduits, puisque ce tarif est effectivement dissimulé au consommateur.
Enfin, le package dynamique présente un fort avantage pour le client final car le voyage sur-mesure sera réservé plus rapidement, sans devoir commander les différents composants du voyage sur plusieurs sites internet.

## Conditions préalables
Le packaging dynamique est souvent mal compris, car il exige que le fournisseur de packages dynamiques soit également un grossiste, devant aussi émettre des billets, des bons ou autres coupons en vue de devenir un "Packager dynamique". Sans un système de gestion des stocks, ni un système d’émission de ticket, de coupon ou de bon pour faire apparaitre les prix des composants individuels comme un unique prix pour le consommateur et permettre à chaque fournisseur du voyage de savoir quel taux accepter ou charger au voyageur; le packaging dynamique ne fonctionne pas. Beaucoup de professionnels du voyage ont supposé à tort qu'ils pourraient fournir des packages dynamiques sans un système de gestion des stocks, additionné d’un moteur de règles (appelé BRMS ou Système de gestion de règles métier) et d’un système d’émission de billets.
De plus, cette évolution technologique implique de satisfaire les attentes du client en proposant "un large choix de prestations dans chaque catégorie (transport, hébergement, etc.) à des prix compétitifs".
Le grossiste doit, soit directement contrôler l'inventaire qui est agencé sous forme de package, soit acheter les composants du package à d’autres fournisseurs de voyage. Cela implique que les packages dynamiques (comme les forfaits statiques) sont toujours prépayés par le client.